# The Icicle Works
The Icicle Works is een Britse alternatieve rockband en zijn vernoemd naar het korte verhaal The Day the Icicle Works Closed uit 1960 van sciencefictionauteur Frederik Pohl. Ze scoorden een top 20 hit in het Verenigd Koninkrijk met Love Is a Wonderful Colour (1983). In de Verenigde Staten en Canada scoorden ze slechts één top 40-hit, de single Birds Fly (Whisper to a Scream) uit 1984. Onder leiding van singer/songwriter Ian McNabb bracht de band vijf albums uit van 1984 tot 1990, voordat ze in 1991 uit elkaar gingen. McNabb bracht later in 2006 een herziene bezetting van de band bijeen om liveshows te spelen. Deze herziene bezetting van The Icicle Works speelt nog steeds sporadische livedates.

## Bezetting
Huidige bezetting
- Ian McNabb (gitaar, leadzang, keyboards, 1980–1990, 2006–heden)
- Roy Corkill (basgitaar, 1988–1990, 2006–heden)
- Richard Naiff (keyboards, 2006–heden)
- Matthew Priest (drums, 2006–heden)

Voormalige leden
- Chris Layhe (basgitaar, achtergrond zang, 1980–1988)
- Chris Sharrock (drums, 1981–1988)
- Zak Starkey (drums, 1988)
- Dave Green (keyboards, 1988)

- Dave Baldwin (keyboards, 1989–1990)
- Ged Lynch (drums, 1989)
- Mark Revell (achtergrondzang, 1990)
- Paul Burgess (drums, 1990)

## Geschiedenis

### 1980-1983: Formatie en vroege jaren
De band werd in 1980 opgericht in Liverpool, toen bassist Chris Layhe (die in een aantal lokale rockbands had gezeten, waaronder Elanor en Blind Owl) reageerde op een advertentie van de 20-jarige Ian McNabb voor een muzikale medewerker. De twee kwamen bij elkaar en begonnen te schrijven. Ze voegden snel drummer Chris Sharrock toe (die eerder voor The Cherry Boys had gedrumd) en begonnen liveshows te spelen als The Icicle Works. In 1981 nam de band de zes nummers tellende, onafhankelijk uitgebrachte cassette Ascending op. In 1982 brachten ze de onafhankelijke single Nirvana uit, die de #15 van de Britse Indiehitlijst bereikte. Het volgende jaar werden de Icicle Works gecontracteerd door Beggars Banquet Records, dat de single Birds Fly (Whisper to a Scream) uitbracht bij hun dochterlabel Situation Two. Later dat jaar bracht The Icicle Works hun grootste Britse hit Love Is a Wonderful Colour uit in 1983, een top 15-single. Hun gelijknamige debuutalbum uit 1984 volgde kort daarna, bereikte #24 in de Britse albumhitlijst en bereikte de Amerikaanse top 40. Verschenen in de Amerikaanse top 40 singlehitlijst rond dezelfde tijd (en bereikte de Canadese top twintig), was Whisper to a Scream (Birds Fly) een herbenoemde en licht geremixte versie van de Situation Two publicatie van 1983.

### 1984–1988: Toerjaren

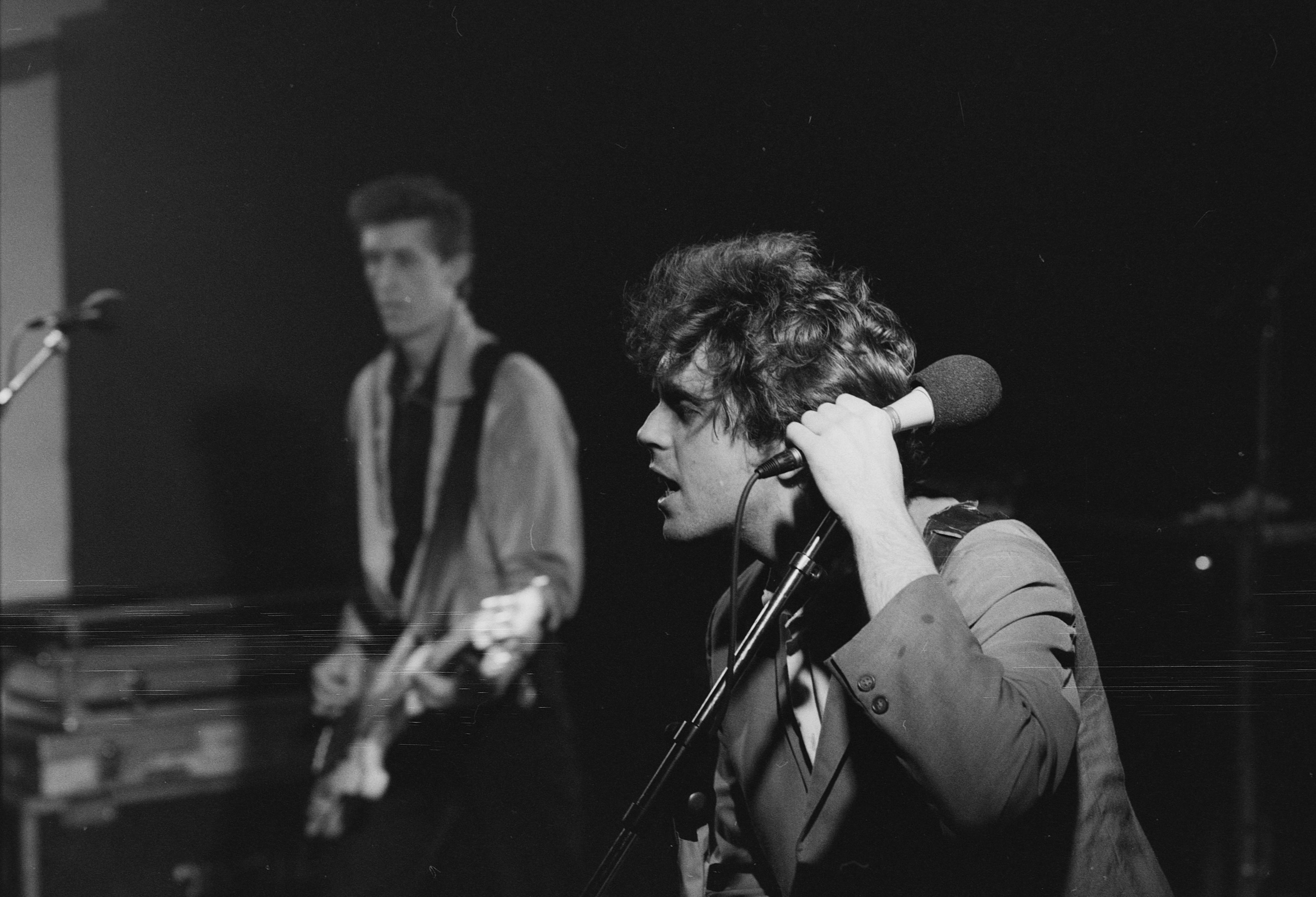
The Icecle Works in het Patronaat, Haarlem (1987)

Na het uitbrengen van hun titelloze debuutalbum hadden The Icicle Works moeite om hun aanvankelijke commerciële succes te evenaren. Ze bleven lovende kritieken ontvangen als live band en zorgden voor een loyale schare fans, zowel in het Verenigd Koninkrijk als in het buitenland. Sommigen hebben het gebrek aan commercieel succes toegeschreven aan de verandering in geluid van The Icicle Works door de jaren heen, van een eerste new wave-gevoel tot een meer rechttoe rechtaan (maar toen niet-modieus) rockgeluid, geïnspireerd door Neil Young, The Doors en The Ramones. In september 1984 bracht de band de in Engeland alleenstaande single Hollow Horse uit, die flopte (hoewel het later een live favoriet werd in de optredens van de band). Een reeks opvolgende singles misten ook de hitlijsten, waaronder het Motown-achtige All The Daughters en het op folkrock geïnspireerde Seven Horses. Toetsenist Chris 'Tugsie' Turrill werd rond deze tijd aan de live bezetting toegevoegd, maar was geen officieel lid van de band en speelde niet op een van hun opnamen. Voorafgaand aan de komst van Turrill hadden McNabb en Layhe al eerder met een verdubbeling van instrumenten gespeeld op gitaar, keyboard en percussie tijdens live optredens. Layhe werd vaak gezien terwijl hij octobas speelde en McNabb speelde af en toe een open gestemde gitaar met zijn rechterhand en een toetsenbord met zijn linkerhand.
De tweede lp The Small Price of a Bicycle kwam medio 1985 uit. Het album was alleen verkrijgbaar in het Verenigd Koninkrijk, hun Amerikaanse label Arista Records verwierp het album als punkrockdemo's en weigerde het uit te brengen. Beginnend in 1986, hoewel de band nog steeds officieel een trio was, werd toetsenist Dave Green een hulplid van The Icicle Works, ter vervanging van Turrill. Green speelde allebei op liveshows en droeg bij aan de opnamen van de band. Begin 1986 verzamelde Beggars Banquet Records alle 12"-mixen van de singles van de band op een Britse lp met de titel Seven Singles Deep, die #52 bereikte in de Britse albumhitlijsten. In juli 1986 scoorde The Icicle Works een hit in het Verenigd Koninkrijk met het bijna punk-klinkende Understanding Jane, met een piek op #52. De zang werd later gecoverd door The Wildhearts op hun coveralbum Stop Us If You've Heard It Before, vol. 1 uit 2008. De popgeoriënteerde vervolgsingle Who Do You Want For Your Love piekte op #54 en Evangeline van januari 1987 piekte op #53. Alle drie de nummers vonden hun weg naar het album If You Want to Defeat Your Enemy Sing His Song, geproduceerd door Ian Broudie. Het album werd uitgebracht in zowel Groot-Brittannië als Noord-Amerika en bereikte #28 in de Britse albumhitlijst.
Later in 1987 bracht The Icicle Works de single High Time uit. Het piekte op #76 in het Verenigd Koninkrijk, maar in 1988 bereikte het #13 bij de nieuw gecreëerde Amerikaanse Modern Rock-hitlijst. Het vierde studioalbum Blind werd geproduceerd door McNabb en verscheen in 1988 en bereikte de top 40 van de albumlijst. Het album bevatte 13 nummers in het Verenigd Koninkrijk en Canada, maar de Amerikaanse versie van het album bevatte een andere tracklijst, licht bewerkte versies van een paar nummers en een andere cover. Toch bevatten beide versies van het album High Time en de kleine Britse hit Little Girl Lost, met een piek op #59.

### 1989-1991: nieuwe bezetting en splitsing
Tegen het einde van de jaren 1980 namen de spanningen binnen de band toe, naar verluidt vanwege de controlerende manieren van McNabb. Tegen 1988 produceerde McNabb, naast het schrijven van vrijwel al het materiaal van The Icicle Works (evenals het zingen en spelen van gitaar), de platen van de band. Daarom vertrok drummer Chris Sharrock kort nadat Blind was uitgegeven naar The La's. Sharrock zou later lid worden van The Lightning Seeds en World Party en zou drummen voor Robbie Williams, Del Amitri, Eurythmics, Oasis en Beady Eye. Vanaf 2018 is hij de drummer van Noel Gallagher's High Flying Birds. Layhe vertrok op dit moment ook. Beggars Banquet schrapte de band vervolgens uit hun rooster.
McNabb bleef nog een tijdje optreden onder de naam The Icicle Works. Dave Green werd gepromoveerd tot de officiële lidmaatschapsstatus, hoewel hij de band binnen een jaar verliet. Zak Starkey werd enige tijd op drums toegevoegd en verschillende toetsenisten, bassisten en gitaristen kwamen langs voordat de band hun laatste album Permanent Damage (1990) uitbracht, opgenomen voor Epic Records/Sony. Tegen die tijd was de bezetting van de band McNabb, bassist Roy Corkill, voormalig 10cc en Jethro Tull-drummer Paul Burgess, toetsenist Dave Baldwin en achtergrondzanger Mark Revell. Deze 'tweede generatie' versie van The Icicle Works brak uit elkaar, nadat Permanent Damage zich niet kon plaatsen in de hitlijsten en Epic liet de band vallen. De solocarrière van McNabb begon officieel in 1991 met het uitbrengen van de single Great Dreams of Heaven. In 1992 verscheen de compilatie The Best of The Icicle Works, met het beste van hun werk uit de Beggars Banquet-jaren. Twee jaar later werd een live-opname van een concert uit 1987 uitgegeven.

### 2006-heden: Revival
Na 15 jaar solo te zijn geweest, heeft McNabb in 2006 onverwacht de naam The Icicle Works opnieuw geactiveerd voor een reeks van zes Britse concerten in oktober van dat jaar. Deze versie van de band bestond uit McNabb, voormalig tweede generatie Icicle Works-bassist Roy Corkill, en twee nieuwe leden: toetsenist Richard Naiff en ex-Dodgy-drummer Matthew Priest, beiden van McNabbs langdurige solo-tourneeband. Oorspronkelijke drummer Chris Sharrock was uitgenodigd om met de nieuw leven ingeblazen band te spelen, maar weigerde deel te nemen. In datzelfde jaar werd het titelloze debuutalbum van de Icicle Works opnieuw uitgebracht als een set van 2 cd's en een set van 3 cd's in beperkte oplage, elk met een schat aan bonusnummers en radiosessies. The Icicle Works verscheen later op GuilFest 2007 en speelde in december 2007 een tournee van negen dagen in het Verenigd Koninkrijk. McNabb en gezelschap speelden in januari 2008 twee gratis shows als The Icicle Works in Liverpool. Later in 2008, een compilatie van niet-uitgebrachte vroege Icicle Works-nummers en demo's genaamd Lost Icicles, werd Volume 1 uitgegeven als een alleen-digitale publicatie. Lost Icicles, Volume 2, een opname van een liveshow uit 1984, werd rond dezelfde tijd uitgegeven als een digitale publicatie.
McNabb bleef in 2009 en 2010 optreden als soloartiest. In 2009 werd het vijfde album Permanent Damage opnieuw uitgebracht in een set van twee cd's met bonusnummers. In de loop van de volgende twee jaar werden de drie resterende studioalbums van de band opnieuw uitgebracht in luxe sets met 2 cd's en 3 cd's, allemaal met tal van bonusnummers. Na een onderbreking van drie jaar na optreden, speelde de bezetting van McNabb/Corkhill/Naiff/Priest een reeks van 30th Anniversary-optredens als The Icicle Works in 2011. In een niet-gerelateerd evenement, op 11 augustus van dat jaar, vergezelde het oorspronkelijk Icicle Works-lid Chris Layhe Ian McNabb op het podium tijdens een solo-optreden van McNabb. Het duo zong 3 Icicle Works-nummers en één cover van The Clash. Het was de eerste keer dat McNabb en Layhe in 23 jaar samen optraden. Terwijl McNabb als soloartiest nieuw materiaal blijft uitvoeren, opnemen en uitbrengen, blijft The Icicle Works elk jaar of twee een handvol Britse shows spelen.

## Discografie

### Singles
- 1982:	Nirvana
- 1983:	Birds Fly (Whisper to a Scream)
- 1983: Love Is a Wonderful Colour
- 1984:	Birds Fly (Whisper to a Scream)/In the Cauldron of Love
- 1984: Hollow Horse
- 1985:	All the Daughters (Of Her Father's House)
- 1985: Seven Horses
- 1985: When It All Comes Down
- 1986:	Understanding Jane
- 1986: Who Do You Want for Your Love?
- 1986: Up Here in the North of England
- 1987:	Evangeline
- 1988:	High Time
- 1988: The Kiss Off
- 1988: Little Girl Lost
- 1988: Here Comes Trouble
- 1990:	Motorcycle Rider
- 1990: Melanie Still Hurts
- 1990: I Still Want You
- 1992:	Understanding Jane/Little Girl Lost ('92 version)

### Promotie-singles
- 1984:	Whisper to a Scream (Birds Fly)/Love Is a Wonderful Colour
- 1985:	It Makes No Difference (alleen als promo gepubliceerd, als Melting Bear. Later uitgegeven als een Icicle Works B-kant.)
- 1986:	Rapids (alleen als promo gepubliceerd)
- 1987:	Travelling Chest (alleen in Europa)

### Ep's
- 1981:	Ascending (Probe)
- 1986:	Seven Horses Deep (Beggar's Banquet)
- 1988:	Numb (Beggars Banquet)

### Studioalbums
- 1984:	The Icicle Works (Beggar's Banquet, Arista Records)
- 1985:	The Small Price of a Bicycle (Beggar's Banquet)
- 1987:	If You Want to Defeat Your Enemy Sing His Song (Beggar's Banquet)
- 1988:	Blind (Beggar's Banquet)
- 1990:	Permanent Damage (Epic)

### Livealbums
- 1994:	BBC Live in Concert (Windsong International)

### Compilatiealbums
- 1985:	Seven Singles Deep (Beggar's Banquet)
- 1992:	The Best of The Icicle Works (Beggar's Banquet)
- 2008:	Lost Icicles (N/A)